# Ambositra
Ambositra je mesto v Centralnem višavju Madagaskarja. Je politično središče regije Amoron'i Mania v provinci Fianarantsoa.

## Lokacija in velikost
Ambositra je 1350 m nad morjem in približno 180 kilometrov južno od glavnega mesta Antananarivo. Ime pomeni, kjer je veliko živine. Število prebivalcev se je povečalo s 16.780 (1975) na 21.350 (1993) na več kot 41.000 danes. Večinoma pripadajo ljudstvu Betsileo.

## Gospodarstvo
Ambositra je na priročni lokaciji ob državni cesti 7, eni najpomembnejših cest na Madagaskarju. Mesto je trgovsko središče za riž in zelenjavo. V zadnjih letih je turizem zagotovil več delovnih mest. Mesto je tudi središče lesorezbarske obrti in je na Madagaskarju znano kot »Capitale du travail sur bois« (prestolnica lesarstva). Obiščete lahko različne delavnice.

## Religija
15. avgusta 1873 je v Sandrandahiju, približno 30 km severno od Ambositre, jezuit, pater Delbosc, prvič obhajal mašo v regiji. Šele leta 1876 so v samem mestu Ambositra obhajali prvo mašo.
V obdobju 1886-1891 je bil pater Jacques Berthieu (razglašen za svetnika 2012) vodja in koordinator misijona Ambositra. Preden je bila junija 1999 ustanovljena kot škofija, je bila Ambositra od 14. septembra 1955 del škofije Fianarantsoa.
Mgr Fulgence Rabemahafaly je prvi škof Ambositre, posvečen v škofovski stan 31. oktobra 1999 v Ankorombe Ambositra. Mgr Fidélis Rakotonarivo iz Družbe Jezusove je vodenje te škofije prevzel junija 2005. Rojen je bil leta 1956, v duhovnika pa je bil posvečen leta 1992. Doslej je bil predstojnik jezuitske skupnosti Ambositra in provincialni svetovalec.
Škofija predstavlja približno 700.000 prebivalcev, od tega približno 335.000 katoličanov, 71 duhovnikov in 146 redovnikov. Stolnica Marijinega brezmadežnega srca je v središču mesta Ambositra.

## Arhitekture
Neogotska stolnica Cathédrale du Cœur Immaculé de Marie se dviga na Rue de Commerce, glavni trgovski ulici, velja za eno največjih cerkva na Madagaskarju in je bila zgrajena v prvi četrtini 20. stoletja.
V središču mesta so ostale številne hiše iz kolonialne dobe z izrezljanimi lesenimi balkoni in verandami. Ena najbolj znanih je Grand hotel, zgrajen leta 1912.
Na Rue de Commerce je spomenik v spomin na žrtve upora iz leta 1947. 
V benediktinskem samostanu, ustanovljenem leta 1934, nune prodajajo domač sir, pa tudi med in marmelado.
- Rikše (pousse-pousse) v Ambositri
- Tržnica v Ambositri
- Stolnica Marijinega brezmadežnega srca
- Spomenik malgaškemu uporu (1947)
- Kolonialna arhitektura: Grand Hotel
- Kolonialna arhitektura
- Lesnostrugarska delavnica